# Galanthus trojanus
Galanthus trojanus ist eine Pflanzenart aus der Gattung der Schneeglöckchen (Galanthus) in der Familie der Amaryllisgewächse (Amaryllidaceae).

## Merkmale
Galanthus trojanus ist eine ausdauernde, vollkommen kahle Zwiebelpflanze. Die Zwiebel misst 2,2 bis 2,7 × 2,2 bis 2,6 Zentimeter, ist mehr oder weniger kugelförmig und weißlich. Die Außenhaut der Zwiebel ist dünn, abblätternd und braun bis dunkelbraun. Die Blattscheide ist röhrenförmig, häutig, fein gestreift, weißlich und misst 5 bis 5,6 × 0,5 × 0,6 Zentimeter. Die Knospenanlagen sind abgeflacht. 
Die meist zwei, selten drei Blätter sind mehr oder weniger linear, aber gewöhnlich von der Mitte bis zum oberen Drittel geringfügig dicker. Sie sind zur Blütezeit meist 8 bis 20, selten 5 bis 24 Zentimeter lang, meist 0,8 bis 1,5, selten 0,6 bis 1,8 Zentimeter breit und wachsen während und nach der Blütezeit weiter in die Länge und geringfügig in die Breite. Voll entwickelt sind sie aufrecht-ausgebreitet bis umgebogen. Die Hauptader ist deutlich erkennbar. Der Blattrand ist flach oder beinahe eingerollt. Die Blattspitze ist mehr oder weniger spitz bis stumpf und flach bis sehr gering kapuzenförmig. Die achsabgewandte Seite ist mittel- bis dunkelgrün, fast schon gräulich und matt. Die achszugewandte Seite ist mittelgrün und glänzend.
Es sind ein oder zwei Blütenschäfte vorhanden. Der Schaft ist selten ab 8, meist 15 bis 23 Zentimeter lang und hat ein rundes bis ovales Profil. Zur Blütezeit steht er aufrecht, wenn er Früchte trägt legt er sich nieder. Eine aus zwei verwachsenen Valven bestehende Blütenscheide ist durch ein weißliches durchscheinendes membranartiges Gewebe getrennt. Zur Blütezeit ist sie nach vorne gebogen. Sie ist 2,9 bis 4 Zentimeter lang und 0,4 bis 0,5 Zentimeter breit. Die Spitze ist kappenförmig. Es ist ein Blütenstiel vorhanden, dieser ist zur Blütezeit kürzer als die Blütenscheide. Er ist 1,5 bis 2,5 Zentimeter lang, hat einen runden Querschnitt und einen Durchmesser von ungefähr 0,5 bis 0,7 Millimeter. Auf jedem Blütenschaft befindet sich nur eine Blüte. Die Blüten sind hängend, zum größten Teil weiß und duften angenehm.
Die Blütenhülle besteht aus sechs ungleichförmigen, unverwachsenen Blütenhüllblättern. Diese sind in zwei Blütenblattkreisen angeordnet, wobei die äußeren größer sind als die inneren. Die drei äußeren Blütenhüllblätter sind 2,5 bis 2,9 Zentimeter lang, 1,5 bis 1,7 Zentimeter breit, verkehrt-eiförmig, löffelartig, der Länge nach gestreift und weiß. An der Basis sind sie genagelt, wobei der Nagel 5 bis 8 Millimeter lang ist. Die drei inneren Blütenhüllblätter sind 1,1 bis 1,5 Zentimeter lang, 0,7 bis 0,8 Zentimeter breit, mehr oder weniger breit verkehrt-eiförmig bis verkehrt-dreieckig, an der Spitze eingebuchtet, leicht nach außen gekrümmt, der Länge nach gestreift und hauptsächlich weiß. Jedes der inneren Blütenhüllblätter hat an der Spitze eine kurze, mehr oder weniger V-förmige grüne Zeichnung. Diese Zeichnung ist normalerweise an den beiden unteren Enden der Blütenhüllblätter am breitesten, da sie sich in die Lappen zu beiden Seiten der Einbuchtung vergrößert. Sie kann aber auch zu zwei kleinen, Augen-ähnlichen, schrägen Malen in den Lappen reduziert sein. Manchmal finden sich auch an der Basis der inneren Blütenhüllblätter zwei Augen-ähnliche Zeichnungen. Die der Achse zugewandte Seite der inneren Blütenhüllblätter weist eine undeutliche grüne Zeichnung auf, welche das Blütenhüllblatt vollständig bedeckt. Die sechs Staubblätter sind in zwei engen Staubblattkreisen angeordnet. Sie sind 6 bis 7 Millimeter lang, unverwachsen, kürzer als die inneren Kronblätter und am unteren Ende angewachsen. Die Staubfäden sind weißlich und mit einer Länge von nur ungefähr 1 bis 1,2 Millimeter kurz. Die gelben Staubbeutel messen ungefähr 5 bis 6 × 1,2 Millimeter, sind an der Basis gelappt und verjüngen sich zu einem deutlichen Apiculum. Der Fruchtknoten misst 8 bis 10 × 4 bis 6,5 Millimeter und ist ellipsoid bis verkehrt-eiförmig. Die Griffel sind schmal und ungefähr 7 bis 9,4 Millimeter lang. Die Narbe ist klein und entweder kopfig oder nicht kopfig.
Die Kapsel ist bislang nur ungenügend bekannt. Sie ist grün, mehr oder wenige ellipsoid geformt und misst ungefähr 1,2 bis 1,5 ×  0,9 bis 1 Zentimeter.
Am natürlichen Standort liegt die Blütezeit im März und  die Fruchtreife im Mai. In Kultur blüht die Art im Januar oder Februar und fruchtet im März.

## Vorkommen
Galanthus trojanus ist im Nordwesten der Türkei endemisch. Dieses Schneeglöckchen ist lediglich vom Fundort des Holotypus (der Terra typica) in der Provinz Çanakkale bekannt. Hier wächst die Art in ungestörtem, offenem Waldland unter Zerreichen (Quercus cerris) in Höhenlagen von ungefähr 350 bis 450 Meter. An diesem Standort sind darüber hinaus Kermes-Eiche (Quercus coccifera), Juniperus oxycedrus, Paeonia peregrina, Mäusedorn (Ruscus), Scilla bithynica, Fritillaria bithynica, Balkan-Windröschen (Anemone blanda), Krokusse (Crocus), Aronstab (Arum) und Scharfer Hahnenfuß (Ranunculus acris) zu finden. Der Untergrund besteht aus Basalt, der Boden ist humusreich.

## Botanische Geschichte
1994 entdeckten Neriman Özhatay, Andrew Byfield und Margaret Johnson im Westen der Türkei ein unidentifiziertes Schneeglöckchen. Die aus den dort gesammelten Samen im Alpine House des Royal Botanical Garden Kew gezogenen Pflanzen blühten erstmals 1997 und waren 1998 ausgewachsen. Zunächst konnten die Pflanzen keiner der damals bekannten 18 Galanthus-Arten zugeordnet werden, sie schienen aber mit Galanthus nivalis oder Galanthus rizehensis verwandt zu sein. Im Jahr 2000 wurde der Ort, an dem die Schneeglöckchen-Samen gesammelt wurden, von Engin Özhatay und Neriman Özhatay während der Blütezeit aufgesucht, um die Pflanzen in situ zu studieren. Anschließend war klar, dass es sich um eine neue Art handelte, die 2001 als Galanthus trojanuns von Aaron P. Davis und Neriman Özhatay beschrieben wurde. Der Name bezieht sich auf die Antike Landschaft Troas, in welcher auch die Stadt Troja lag, das Gebiet ist heute ein Teil der türkischen Provinz Çanakkale. Der Holotyp wurde im östlichen Teil der Troas gesammelt.

## Schutz
Die Art ist derzeit noch nicht in der Roten Liste der IUCN geführt, wird aber von den Autoren der Erstbeschreibung provisorisch als "Critically Endangered (CR)" (vom Aussterben bedroht) eingestuft. Grund ist das sehr kleine bekannte Areal und dass die Art bislang nur an einem Standort gefunden wurde, es wird außerdem ein Rückgang der Population vermutet.

## Belege
- Aaron P. Davis, Nerim Özhatay: Galanthus trojanus: a new species of Galanthus (Amaryllidaceae) from north-eastern Turkey. In: Botanical Journal of the Linnean Society. Volume 137, Issue 4, 2001, doi:10.1006/bojl.2001.0480, S. 409–412.

## Weblink
- Galanthus trojanus in der Roten Liste gefährdeter Arten der IUCN 2013.2. Eingestellt von: Davis, A., 2011. Abgerufen am 23. April  2014.